# Vekunta palawanensis
Vekunta palawanensis är en insektsart som beskrevs av Frederick Arthur Godfrey Muir 1917. Vekunta palawanensis ingår i släktet Vekunta och familjen Derbidae. Inga underarter finns listade i Catalogue of Life.